# Bernard Appart
Bernard Appart (1959) is een Waals-Belgische jurist.
Hij was een eerste-substituut procureur des Konings bij de rechtbank van eerste aanleg te Namen (België).
Op 26 oktober 1999 werd procureur Appart lid van de evaluatiecommissie die te oordelen heeft over de kandidaten voor een betrekking bij de gerechtelijke politie.
Hij werd bij Koninklijk Besluit van 27 december 2004 vast aangewezen op datum van 1 maart 2005.
Hij was onder meer aanwezig bij de opgraving van het lijkje van Elisabeth Brichet op 3 juli 2004 op de grond van het kasteel van Sautou.  Michel Fourniret wordt ervan verdacht dit jonge meisje omgebracht te hebben in 1989.
Hij is verder bekend voor de uitspraak : "Als ze hun kind wilden euthanaseren, dan waren er ook menswaardige middelen", die hij op 21 februari 2005 volgens de VRT uitsprak, refererend aan de ouders van de 29 weken oude levensvatbare premature baby die in het Sainte-Elisabeth ziekenhuis in Namen op 18 februari 2005 omkwam.  De baby woog 1,25 kg en stierf door bewuste nalatigheid van ouders en ziekenhuispersoneel van koude en ontbering.  Naar aanleiding van dit voorval, werden de gynaecoloog (64 jaar oud), zijn assistente (28 jaar oud) en de verpleegster-vroedvrouw (40 jaar oud) aangehouden op verdenking van vrijwillige doodslag.
In november 2006 werd hij procureur des Konings te Dinant. Begin 2012 werd hij het slachtoffer van een hersenbloeding. Bij de gerechtelijke hervorming van 2014 fusioneerden de parketten van Dinant en Namen en werd een nieuwe procureur des Konings aangesteld voor het nieuwe gerechtelijk arrondissement.